# ホテル・ダーウィン
座標: 南緯12度27分57秒 東経130度50分28秒 / 南緯12.465814度 東経130.840987度

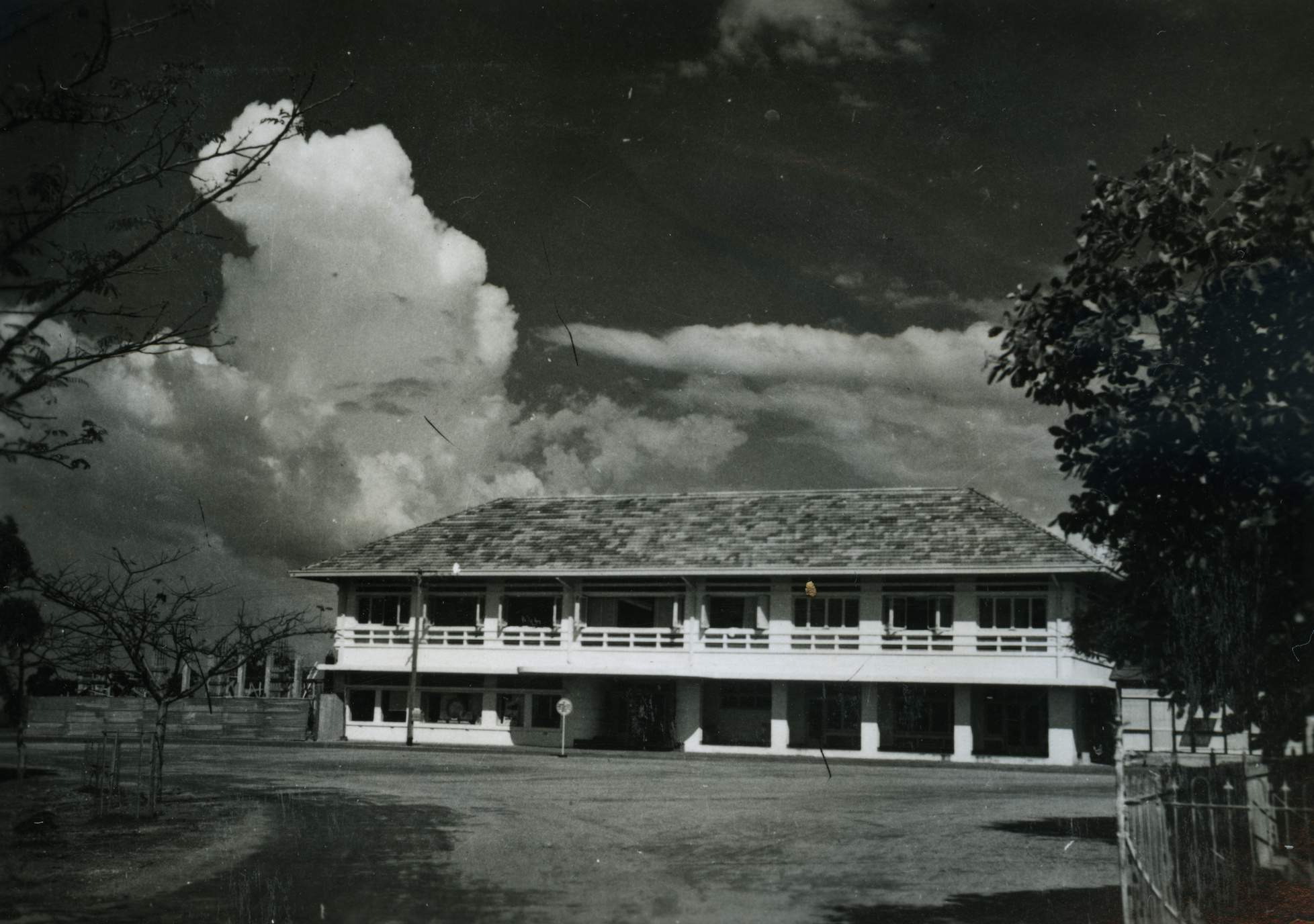
ホテル・ダーウィン、1941年撮影。

ホテル・ダーウィン (Hotel Darwin) は、かつてオーストラリア北部準州（ノーザンテリトリー）ダーウィンの中心部の海岸通り (the Esplanade) にあったホテル。「グランド・オールド・ダッチェス (Grand Old Duchess)」（「老大公夫人」の意）と通称されていた。このホテルは、1942年のダーウィン空襲や1974年のサイクロン・トレイシーでも被災を免れたが、1999年に解体された。元々の敷地の裏側で営業していたバーは、ホット&コールド・バー (the Hot & Cold Bar) と称されていたが、現在はホテル・ダーウィンという名で営業している。

## 歴史

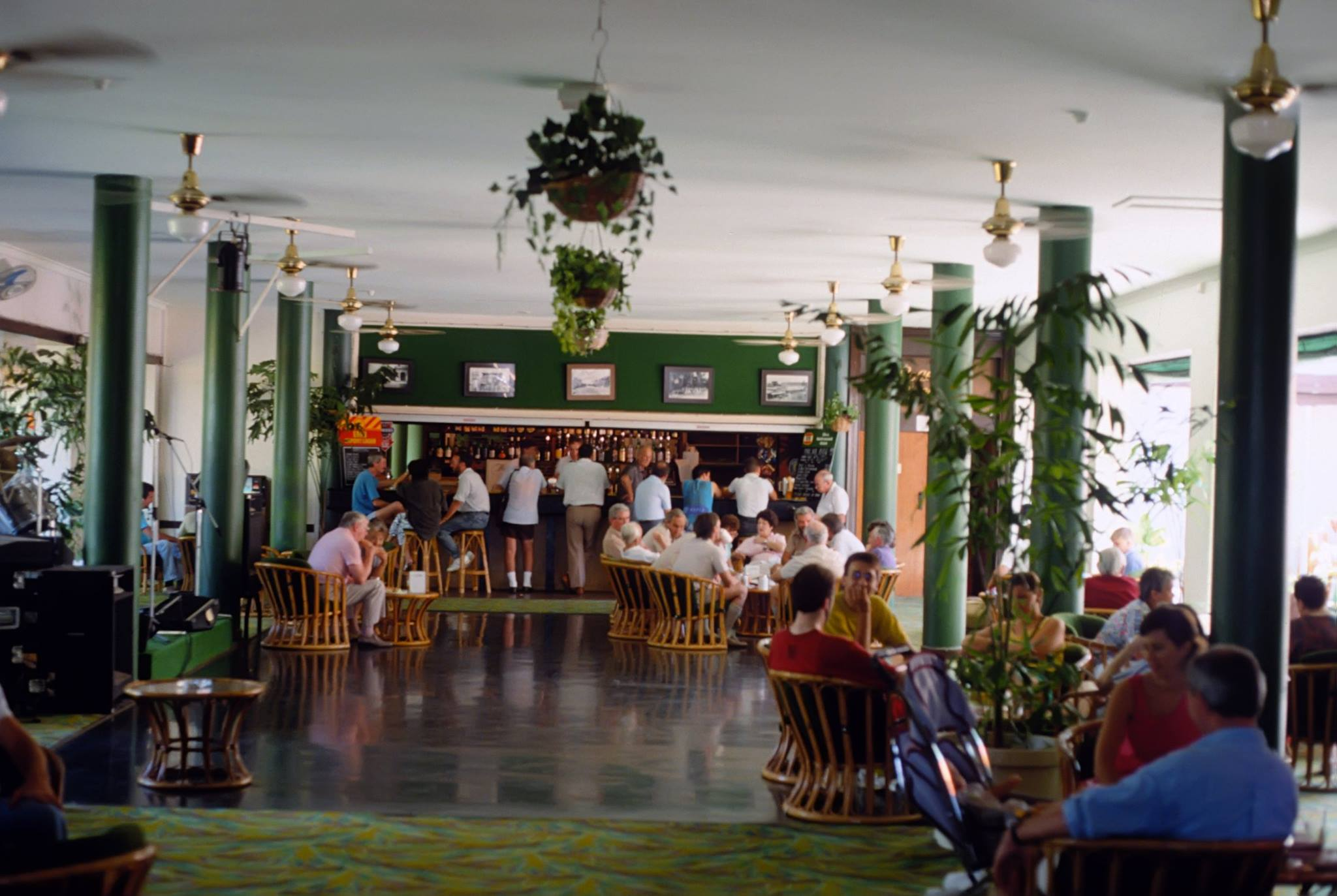
ホテル・ダーウィンのレストラン、「グリーン・ルーム (The Green Room)」。

ホテル・ダーウィンは、スティーヴンソン・アンド・ターナー (Messrs. Stephenson and Turner) に所属していたD・K・ターナー (D. K. Turner) によって設計され It was built on the site of the old Club Hotel at a cost of between £50,000、£85,000 が建設に投じられた。ホテルの開業には、200人が参集し、ノーザンテリトリーの行政長官であったオードリー・アボットが公式に開業を宣言した。アボットの妻ヒルダ・アボットが、黄金の鍵で扉を開けたが、この鍵は、ノーザンテリトリー博物美術館の運営の下、ダーウィン軍事博物館の中に設けられている「ダーウィン防衛の経験 (Defence of Darwin Experience)」の展示の一部となっている。当時、ダーウィンの有力者の一部が開業式に招待されなかったことが、物議を醸した。当時の状況は次のように表現されている。

非常に重要な問題だ。これらの影響力のある人々は、意図的に無視されたと考えるかもしれない ... 郵便局の担当者は、この状態を無視していたのではないかなどとして強く咎められたりすべきではない

a very serious matter. These influential men might think that they have been deliberately ignored... the Post Office official cannot be too severely censured for their negligence.
1947年、共産党が、300人以上の署名を集めて、ホテル・ダーウィンをコミュニティ・ホテルとすることを求める請願を出した。その後、パスパリスとスタンリー・トマス・ローレンス (Paspalis and Stanley Thomas Laurance) が、このホテルを競売で落札した。1948年、ローレンスは、価格表を適正に表示していなかったとして罪に問われた。この件の係争中、パブではビールの提供が停止され、ホテルの歴史の中で「ビールなし、お楽しみなしの日々 (beerless, cheerless days)」と称された。
ホテル・ダーウィンには、「ピクルド・パロット (The Pickled Parrot)」というピアノ・バーと、「グリーン・ルーム (The Green Room)」という高級レストランがあった。

## 解体
1990年代になると、ホテル・ダーウィンは、「癌で穴だらけ (riddled with cancer)」とか、「構造的に危険 (structurally unsafe)」などと言われるようになった。所有者であるパスパリス・ホテル・インヴェストメント・グループ (Paspalis Hotel Investment group) は、ホテルを1999年9月9日に解体すると発表したが、これは「建物の構造的健全性に重大な疑念が確認される (confirming serious doubts about the structural integrity of the building)」とした報告書2通を受けてのことであった。ノーサンテリトリーのナショナル・トラストは、準州の土地・計画・環境大臣 (Minister for Lands, Planning and Environment) であったティム・ボールドウィンに、遺産保護法 (Heritage Conservation Act) に基づいて介入することを求めた。最高裁は9月10日付で差止請求を認めたが、決定直後に開始された建物の解体を阻止することはできなかった。ホテルの解体に反対し抗議していた人々は怒り狂い、警察は事態を収めようと動いた。多くの人々には野蛮な破壊行為と映るような形で、ホテル・ダーウィンは9月11日の朝までに解体された。